# Férfi nyolcas evezés a 2004. évi nyári olimpiai játékokon
A 2004. évi nyári olimpiai játékokon az evezés férfi nyolcas versenyszámát augusztus 15. és augusztus 22. között rendezték a Szkíniasz evezős és kajak‑kenu központban. A versenyt az amerikai hajó nyerte a holland és az ausztrál egység előtt.

## Versenynaptár
Az időpontok helyi idő szerint, zárójelben magyar idő szerint olvashatóak.
| Dátum                         | Időpont       | Forduló     |
| ----------------------------- | ------------- | ----------- |
| 2004. augusztus 15., vasárnap | 10:30 (9:30)  | Előfutamok  |
| 2004. augusztus 18., szerda   | 11:20 (10:20) | Reményfutam |
| 2004. augusztus 21., szombat  | 12:00 (11:00) | B-döntő     |
| 2004. augusztus 22., vasárnap | 10:30 (9:30)  | A-döntő     |

## Eredmények
Az idők másodpercben értendők. A rövidítések jelentése a következő:
- QA: Az A-döntőbe jutás helyezés alapján

### Előfutamok
Két előfutamot rendeztek, négy-négy résztvevővel. Az első helyezettek automatikusan bejutottak a döntőbe, a többiek a reményfutamba kerültek.
| Helyezés | Nemzet | Idő      | Mj       |
| 1. futam | 1. futam | 1. futam | 1. futam |
| -------- | --- | -------- | -------- |
| 1.       | Ausztrália (AUS) · Stefan Szczurowski, Stuart Reside, Stuart Welch, James Stewart, Geoff Stewart, Bo Hanson, Mike McKay, Steve Stewart, kormányos: Michael Toon                                           | 5:23,23  | QA       |
| 2.       | Hollandia (NED) · Diederik Simon, Gijs Vermeulen, Jan-Willem Gabriëls, Daniël Mensch, Geert-Jan Derksen, Gerritjan Eggenkamp, Matthijs Vellenga, Michiel Bartman, kormányos: Chun Wei Cheung              | 5:25,26  |          |
| 3.       | Németország (GER) · Sebastian Schulte, Stephan Koltzk, Jörg Dießner, Thorsten Engelmann, Jan-Martin Bröer, Enrico Schnabel, Ulf Siemes, Michael Ruhe, kormányos: Peter Thiede                             | 5:27,72  |          |
| 4.       | Franciaország (FRA) · Bastien Ripoll, Bastien Gallet, Jean-Baptiste Macquet, Julien Peudecoeur, Donatien Mortelette, Anthony Perrot, Jean-David Bernard, Laurent Cadot, kormányos: Christophe Lattaignant | 5:29,55  |          |
| 5.       | Lengyelország (POL) · Bogdan Zalewski, Piotr Buchalski, Rafał Hejmej, Dariusz Nowak, Mikołaj Burda, Wojciech Gutorski, Sebastian Kosiorek, Michal Stawowski, kormányos: Daniel Trojanowski                | 5:30,08  |          |
| 2. futam | |          |          |
| 1.       | Egyesült Államok (USA) · Jason Read, Wyatt Allen, Chris Ahrens, Joey Hansen, Matt Deakin, Dan Beery, Beau Hoopman, Bryan Volpenhein, kormányos: Pete Cipollone                                            | 5:19,85  | QA       |
| 2.       | Kanada (CAN) · Scott Frandsen, Kevin Light, Ben Rutledge, Kyle Hamilton, Adam Kreek, Andrew Hoskins, Joe Stankevicius, Jeff Powell, kormányos: Brian Price                                                | 5:20,46  |          |
| 3.       | Olaszország (ITA) · Sergio Canciani, Aldo Tramontano, Marco Penna, Pierpaolo Frattini, Valerio Pinton, Niccolò Mornati, Carlo Mornati, Luca Ghezzi, kormányos: Gaetano Iannuzzi                           | 5:30,16  |          |
| 4.       | Nagy-Britannia (GBR) · Jonno Devlin, Dan Ouseley, Josh West, Andrew Triggs Hodge, Tom Stallard, Robin Bourne-Taylor, Tom James, Kieran West, kormányos: Christian Cormack                                 | 5:32,26  |          |

### Reményfutam
Két reményfutamot rendeztek 3 és 4 résztvevővel, az első két helyezett az A-döntőbe jutott, a többiek a B-döntőbe kerültek.
| Helyezés | Nemzet | Idő     | Mj |
| -------- | --- | ------- | -- |
| 1.       | Hollandia (NED) · Diederik Simon, Gijs Vermeulen, Jan-Willem Gabriëls, Daniël Mensch, Geert-Jan Derksen, Gerritjan Eggenkamp, Matthijs Vellenga, Michiel Bartman, kormányos: Chun Wei Cheung              | 5:31,92 | QA |
| 2.       | Franciaország (FRA) · Bastien Ripoll, Bastien Gallet, Jean-Baptiste Macquet, Julien Peudecoeur, Donatien Mortelette, Anthony Perrot, Jean-David Bernard, Laurent Cadot, kormányos: Christophe Lattaignant | 5:34,20 | QA |
| 3.       | Olaszország (ITA) · Sergio Canciani, Aldo Tramontano, Marco Penna, Pierpaolo Frattini, Valerio Pinton, Niccolò Mornati, Carlo Mornati, Luca Ghezzi, kormányos: Gaetano Iannuzzi                           | 5:34,56 |    |
| 2. futam | |         |    |
| 1.       | Kanada (CAN) · Scott Frandsen, Kevin Light, Ben Rutledge, Kyle Hamilton, Adam Kreek, Andrew Hoskins, Joe Stankevicius, Jeff Powell, kormányos: Brian Price                                                | 5:32,51 | QA |
| 2.       | Németország (GER) · Sebastian Schulte, Stephan Koltzk, Jörg Dießner, Thorsten Engelmann, Jan-Martin Bröer, Enrico Schnabel, Ulf Siemes, Michael Ruhe, kormányos: Peter Thiede                             | 5:33,07 | QA |
| 3.       | Nagy-Britannia (GBR) · Jonno Devlin, Dan Ouseley, Josh West, Andrew Triggs Hodge, Tom Stallard, Robin Bourne-Taylor, Tom James, Kieran West, kormányos: Christian Cormack                                 | 5:34,37 |    |
| 4.       | Lengyelország (POL) · Bogdan Zalewski, Piotr Buchalski, Rafał Hejmej, Dariusz Nowak, Mikołaj Burda, Wojciech Gutorski, Sebastian Kosiorek, Michal Stawowski, kormányos: Daniel Trojanowski                | 5:36,75 |    |

### Döntők

#### B-döntő
A B-döntőt három résztvevővel rendezték. A futam első helyezettje összesítésben a 7. helyen végzett.
| Helyezés (Összesített) | Nemzet | Idő     |
| ---------------------- | --- | ------- |
| 1. (7.)                | Olaszország (ITA) · Sergio Canciani, Aldo Tramontano, Marco Penna, Pierpaolo Frattini, Valerio Pinton, Niccolò Mornati, Carlo Mornati, Luca Ghezzi, kormányos: Gaetano Iannuzzi            | 5:46,36 |
| 2. (8.)                | Lengyelország (POL) · Bogdan Zalewski, Piotr Buchalski, Rafał Hejmej, Dariusz Nowak, Mikołaj Burda, Wojciech Gutorski, Sebastian Kosiorek, Michal Stawowski, kormányos: Daniel Trojanowski | 5:50,68 |
| 3. (9.)                | Nagy-Britannia (GBR) · Jonno Devlin, Dan Ouseley, Josh West, Andrew Triggs Hodge, Tom Stallard, Robin Bourne-Taylor, Tom James, Kieran West, kormányos: Christian Cormack                  | 5:55,77 |

#### A-döntő
Az A-döntőt hat egységgel rendezték.
| Helyezés | Nemzet | Idő     |
| -------- | --- | ------- |
| Arany    | Egyesült Államok (USA) · Jason Read, Wyatt Allen, Chris Ahrens, Joey Hansen, Matt Deakin, Dan Beery, Beau Hoopman, Bryan Volpenhein, kormányos: Pete Cipollone                                            | 5:42,48 |
| Ezüst    | Hollandia (NED) · Diederik Simon, Gijs Vermeulen, Jan-Willem Gabriëls, Daniël Mensch, Geert-Jan Derksen, Gerritjan Eggenkamp, Matthijs Vellenga, Michiel Bartman, kormányos: Chun Wei Cheung              | 5:43,75 |
| Bronz    | Ausztrália (AUS) · Stefan Szczurowski, Stuart Reside, Stuart Welch, James Stewart, Geoff Stewart, Bo Hanson, Mike McKay, Steve Stewart, kormányos: Michael Toon                                           | 5:45,38 |
| 4.       | Németország (GER) · Sebastian Schulte, Stephan Koltzk, Jörg Dießner, Thorsten Engelmann, Jan-Martin Bröer, Enrico Schnabel, Ulf Siemes, Michael Ruhe, kormányos: Peter Thiede                             | 5:49,43 |
| 5.       | Kanada (CAN) · Scott Frandsen, Kevin Light, Ben Rutledge, Kyle Hamilton, Adam Kreek, Andrew Hoskins, Joe Stankevicius, Jeff Powell, kormányos: Brian Price                                                | 5:51,66 |
| 6.       | Franciaország (FRA) · Bastien Ripoll, Bastien Gallet, Jean-Baptiste Macquet, Julien Peudecoeur, Donatien Mortelette, Anthony Perrot, Jean-David Bernard, Laurent Cadot, kormányos: Christophe Lattaignant | 5:53,31 |